# 은파역
은파역(銀波驛)은 조선민주주의인민공화국의 황해북도 봉산군 초와면에 위치한 철도역이다. 황해청년선에서 은률선이 갈라지는 역이다.